# Исаак-Арриага (Мичоакан)
Исаак-Арриага (исп. Isaac Arriaga) — населённый пункт в составе муниципалитета Пуруандиро, штат Мичоакан, Мексика. По данным переписи 2020 года население составило 1983 человека.

## Географическое положение
Посёлок Исаак-Арриага также известен как Санта-Ана — по названию местной святой. Он расположен на координатах 20°15′ северной широты и 101°30′ западной долготы, на средней высоте 1746 метров над уровнем моря. Посёлок является одной из 48 населённых точек муниципалитета Пуруандиро и пятой по численности населения.
Соседствует с посёлками:
— Мануэль-Вильялонгин (Ла Преса),
— Мескит-Гордо (Эль Гордо),
— Ла-Соледад-де-Санта-Ана (Эль Ранчито),
— Лас-Росас.
Расстояние до административного центра муниципалитета — 20 км.

### Рельеф
Посёлок окружён холмами. Наиболее значимыми являются:
— Серро-дель-Тигре,
— Серро-Эль-Карничеро,
— Серро-ла-Кампана,
— Серро-Бланко.

### Климат
Климат умеренный с летними дождями. Среднегодовое количество осадков составляет 789 мм. Температура колеблется от 1 °C зимой до 38 °C летом.

### Флора и фауна
Растительность представлена тропическим листопадным лесом со средних размеров деревьями: мескит, уизаче, казахуате.
Фауна типична для юга Неарктики:
— турдус,
— черный дрозд,
— перепел,
— занате,
— кролик,
— заяц,
— серый лис,
— койот,
— опоссум,
— енот,
— белка,
— барсук,
— броненосец и другие виды.

### Характеристики и использование почвы
Почвы относятся к эоцену, третичному и миоценовому периодам, в основном представлены чёрнозёмами. Основное использование — сельское хозяйство и животноводство.

## Экономика
Основной источник дохода населения — переводы от иммигрантов, живущих в США. Другими важными экономическими направлениями являются:
— сельское хозяйство,
— животноводство,
— розничная торговля,
— туризм.
Численность населения приближается к 4200 человек, исходя из расчёта: один водяной счётчик обслуживает в среднем шесть человек, всего зарегистрировано 700 счётчиков.

### Сельское хозяйство
Наиболее распространённые культуры:
— сорго,
— кукуруза,
— пшеница.

### Животноводство
Животноводство развито в форме подсобного хозяйства и небольших семейных ферм. Преобладает разведение и откорм свиней. Также встречаются точки реализации крупного рогатого скота, а также в меньшей степени коз, овец и пчеловодство.

### Торговля
В посёлке расположены:
— продуктовые магазины,
— мясные лавки,
— птицефермы,
— канцелярские товары,
— хозяйственные магазины,
— точки продажи напитков и продуктов питания.

### Туризм
Наибольший экономический эффект от туризма наблюдается летом и зимой — во время праздников Санты Аны и Нового года. В эти периоды населённый пункт посещают многочисленные гости, что увеличивает спрос на товары и услуги.

## Гастрономия
Среди традиционных блюд:
— корундас,
— красные энчиладас,
— карнитас,
— биррия,
— позоль,
— такос с головой, колбасой и говядиной,
— гарбанзо.
Популярные места общественного питания:
- Такерия «Лос Хуанес»
- Ужинная «Роса Мота»
- Ресторан морепродуктов «Эль Солар де Дон Хильберто»
- Такерия «Рамон»
- Такерия «Зарра»
- Карнитас «Ла Чачара»
- Карнитас «Хавьер Рангель»
- Биррия «Серафин»

## Традиционные мероприятия

### Ярипео (1 января)
Праздник проводится первого дня года. Главным местом проведения является «Эль-Янито».

### Поездка к горе Капулин (2 января)
Ежегодная поездка жителей к горе Капулин, имеющая как религиозный, так и культурный характер.

### Ярмарка Санты Аны (с 19 по 26 июля)
Главный праздник посёлка, посвящённый покровительнице — святой Анне. Во время ярмарки проходят концерты, выставки ремёсел, ярмарочные ряды и религиозные шествия.

### Коронация королевы посёлка (16 сентября)
Праздник проводится в рамках подготовки к Дню независимости Мексики.

### Турнир по футболу на Новый год (с 22 по 31 декабря)
Спортивное мероприятие, собирающее команды не только из самого посёлка, но и соседних населённых пунктов.

### Новогодний бал (31 декабря)
Это событие берёт своё начало из первой половины XX века и стало семейной традицией. 